# Lebanese Broadcasting Corporation
Lebanese Broadcasting Corporation (LBC) är ett libanesiskt TV-företag. Dess program är mycket populära i arabvärlden, och sänds i flera versioner för olika tittargrupper (arabiska, Europa, Australien).
LBC har sänt versioner av internationella program som Survivor, Star Academy, Farmen och Fort Boyard (sv. Fångarna på fortet).